# Godescalc d'Osma
Godescalc (en llatí Godiscalcus) va ser bisbe d'Osma entre el 657 i el 678 aproximadament.
Prevere de l'església d'Osma en temps del bisbe Egila, sembla que va sobresortir perquè va ser elegit com a vicari, és a dir, com a representant, de la diòcesi, en nom del bisbe, al VII Concili de Toledo (653). Hom considera, per la singularitat del seu nom i per ser membre de la mateixa església, que és el bisbe que va succeir a Egila en el càrrec, atès que a la tradició antiga s'elegia al bisbe entre els prelats de la diòcesi. Va assistir al XI Concili de Toledo (675), provincial de Toledo, on va subscriure les actes en cinquè lloc, fet que demostra l'antiguitat de la seva consagració. De fet, pocs anys més tard degué morir, perquè consta en el càrrec el seu successor, Severià.